# 베를린 지하철 5호선
베를린 지하철 5호선(독일어: U-Bahn-Linie 5) 또는 U5는 베를린 지하철의 노선 중 하나로, 총 연장 22.4 km에 26개 역이 있다. U6, U7, U8, U9 노선과 함께 대형 규격(Großprofil) 노선에 속한다. 회노역에서 베를린 중앙역까지 베를린을 동서로 횡단하는 노선이다. 미테구, 프리드리히스하인크로이츠베르크구, 리히텐베르크구, 마르찬헬러스도르프구를 지나며 2020년 12월 U7에 이어서 두 번째로 영업 거리가 긴 노선이 되었다.
이 노선은 총 6단계로 나뉘어서 개통되었다.
- 1930년 12월 21일: 알렉산더플라츠-프리드리히스펠데
- 1973년 6월 25일: 티어파르크역
- 1988년 6월 30일: 티어파르크-엘스터베르다어 플라츠
- 1989년 6월 30일: 엘스터베르다어 플라츠-회노
- 2009년 8월 8일: 중앙역-브란덴부르거 토어 구간이 먼저 개통되어 2020년 12월 4일까지 U55로 영업했다.
- 2020년 12월 4일: 브란덴부르거 토어-알렉산더플라츠(무제움스인젤역은 2021년 7월 9일 개통까지 무정차 통과)

전통적인 노선 명칭은 E선이다. 1990년 7월 1일 서베를린의 노선 명명법이 통일된 동베를린에도 적용되면서 현재의 이름으로 변경되었다. 베를린 지하철 노선 중에서 지상 구간이 가장 길다. 동쪽 종점인 회노역 일대는 1990년이 되어서야 베를린에 편입되었다.

## 역 목록
| 코드명 | 역명 (한국어)           | 역명 (독일어)       | 접속 노선                                                 | 영업 거리 | 소재지                           | 소재지                    |
| ------ | ----------------------- | ------------------- | --------------------------------------------------------- | --------- | -------------------------------- | ------------------------- |
| HBF    | 중앙역                  | Hauptbahnhof        | Fernverkehr · Regionallinie · S3 · S5 · S7 · S9           |           | 미테구                           | 모아비트                  |
| BUN    | 분데스타크              | Bundestag           |                                                           |           | 미테구                           | 티어가르텐                |
| BRT    | 브란덴부르거 토어       | Brandenburger Tor   | S1 · S2 · S25 · S26                                       |           | 미테구                           | 미테                      |
| UDU    | 운터 덴 린덴            | Unter den Linden    | U6                                                        |           | 미테구                           | 미테                      |
| MUI    | 무제움스인젤            | Museumsinsel        |                                                           |           | 미테구                           | 미테                      |
| RHO    | 로테스 라트하우스       | Rotes Rathaus       |                                                           |           | 미테구                           | 미테                      |
| Al     | 알렉산더플라츠          | Alexanderplatz      | Fernverkehr · Regionallinie · S3 · S5 · S7 · S9 · U2 · U8 |           | 미테구                           | 미테                      |
| Si     | 실링슈트라세            | Schillingstraße     |                                                           |           | 미테구                           | 미테                      |
| Sr     | 슈트라우스베르거 플라츠 | Strausberger Platz  |                                                           |           | 프리드리히스하인크로이츠베르크구 | 프리드리히스하인          |
| WR     | 베버비제                | Weberwiese          |                                                           |           | 프리드리히스하인크로이츠베르크구 | 프리드리히스하인          |
| FT     | 프랑크푸르터 토어       | Frankfurter Tor     |                                                           |           | 프리드리히스하인크로이츠베르크구 | 프리드리히스하인          |
| Sa     | 자마리터슈트라세        | Samariterstraße     |                                                           |           | 프리드리히스하인크로이츠베르크구 | 프리드리히스하인          |
| Ff     | 프랑크푸르터 알레       | Frankfurter Allee   | S41 · S42 · S8 · S85                                      |           | 프리드리히스하인크로이츠베르크구 | 프리드리히스하인          |
| Md     | 마그달레넨슈트라세      | Magdalenenstraße    |                                                           |           | 리히텐베르크구                   | 리히텐베르크              |
| Li     | 리히텐베르크            | Lichtenberg         | Fernverkehr · Regionallinie · S5 · S7 · S75               |           | 리히텐베르크구                   | 리히텐베르크/루멜스부르크 |
| Fi     | 프리드리히스펠데        | Friedrichsfelde     |                                                           |           | 리히텐베르크구                   | 프리드리히스펠데          |
| Tk     | 티어파르크              | Tierpark            |                                                           |           | 리히텐베르크구                   | 프리드리히스펠데          |
| Bü     | 비스도르프쥐트          | Biesdorf-Süd        |                                                           |           | 마르찬헬러스도르프구             | 비스도르프                |
| E      | 엘스터베르다어 플라츠   | Elsterwerdaer Platz |                                                           |           | 마르찬헬러스도르프구             | 비스도르프                |
| Wh     | 불레탈                  | Wuhletal            | S5                                                        |           | 마르찬헬러스도르프구             | 헬러스도르프              |
| KL     | 카울스도르프노르트      | Kaulsdorf-Nord      |                                                           |           | 마르찬헬러스도르프구             | 헬러스도르프              |
| GK     | 킨베르크                | Kienberg            |                                                           |           | 마르찬헬러스도르프구             | 헬러스도르프              |
| C      | 코트부서 플라츠         | Cottbusser Platz    |                                                           |           | 마르찬헬러스도르프구             | 헬러스도르프              |
| HD     | 헬러스도르프            | Hellersdorf         |                                                           |           | 마르찬헬러스도르프구             | 헬러스도르프              |
| LL     | 루이스레빈슈트라세      | Louis-Lewin-Straße  |                                                           |           | 마르찬헬러스도르프구             | 헬러스도르프              |
| Hö     | 회노                    | Hönow               |                                                           |           | 마르찬헬러스도르프구             | 헬러스도르프              |